# Улиешти (Дамбовица)
Улиешти (рум. Ulieşti) насеље је у Румунији у округу Дамбовица у општини Улиешти. Oпштина се налази на надморској висини од 142 m.

## Становништво
Према подацима из 2002. године у насељу је живело 4532 становника, од којих су сви румунске националности.

### Хронологија
| Година       | 1992 | 1993 | 1994 | 1995 | 1996 | 1997 | 1998 | 1999 | 2000 | 2001 | 2002 | 2003 | 2004 | 2005 | 2006 | 2007 | 2008 | 2009 | 2010 | 2011 | 2012 | 2013 | 2014 | 2015 | 2016 | 2017 |
| ------------ | ---- | ---- | ---- | ---- | ---- | ---- | ---- | ---- | ---- | ---- | ---- | ---- | ---- | ---- | ---- | ---- | ---- | ---- | ---- | ---- | ---- | ---- | ---- | ---- | ---- | ---- |
| Становништво | 4792 | 4724 | 4698 | 4647 | 4613 | 4549 | 4496 | 4456 | 4444 | 4446 | 4425 | 4414 | 4369 | 4346 | 4318 | 4287 | 4244 | 4233 | 4187 | 4152 | 4161 | 4190 | 4187 | 4157 | 4136 | 4100 |